# روفوس تشوت

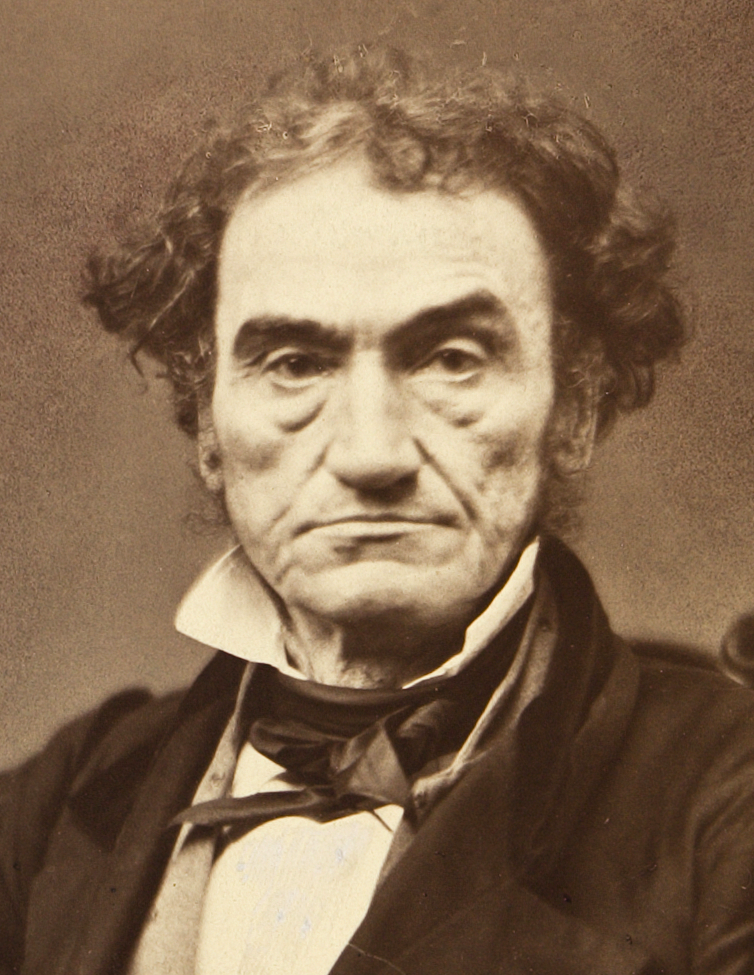
روفوس تشوت

روفوس تشوت (بالإنجليزية: Rufus Choate)‏ (1 أكتوبر 1799 - 13 يوليو 1859) كان محام وخطيب وعضو كونغرس أمريكي.

## روابط خارجية
- روفوس تشوت على موقع إن إن دي بي (الإنجليزية)

- عمل من روفوس تشوت: مع مذكرات من حياته، بواسطة صامويل جيلمان براون